# Antropometria

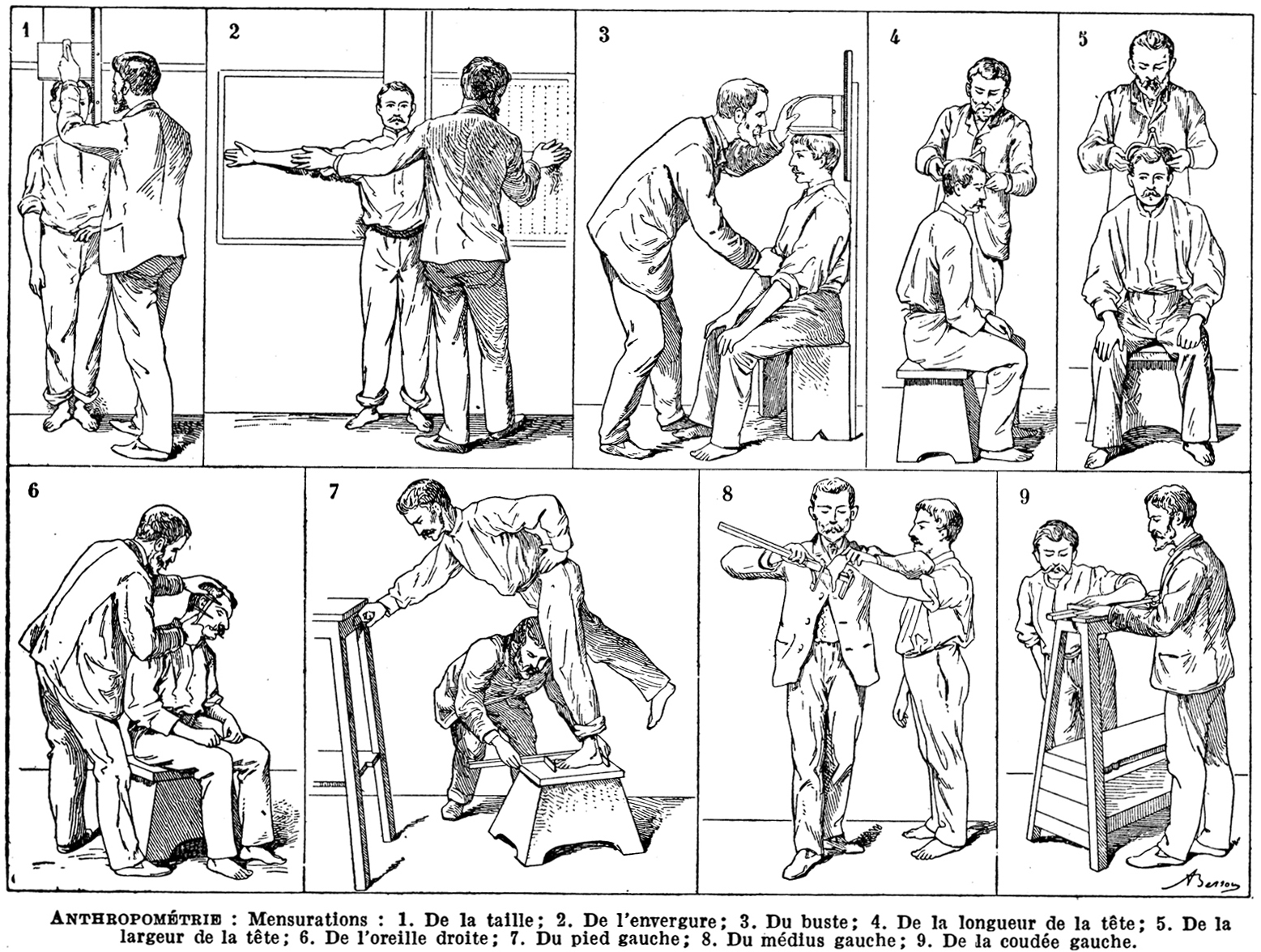
Il·lustració de la mesura d'un home (1932)

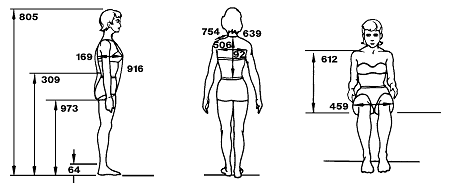
Antropometria d'una dona (1986)

L'antropometria (del grec antic ἄνθρωπος (ánthrōpos) 'humà' i μέτρον (métron) 'mesura') és la branca de l'antropologia que mesura les diferents parts del cos humà amb l'objectiu de determinar-ne les proporcions mútues, establint unes referències a partir de diversos punts fixos amb les quals estableix diversos índexs. Aquestes mesures es realitzen amb uns instruments especials emprats per a tal fi, com l'antropòmetre, el paral·lelògraf, el goniòmetre o el craniòfor. Permet identificar una persona a través de mesures i característiques particulars individuals, com la forma dels peus, el nas o les orelles, el diàmetre de pòmul a pòmul, etc.
Aquest mètode va ser creat l'any 1880 Alphonse Bertillon, qui, al seu torn, es va basar en les investigacions de Jacques Quételet, que mostraven que determinades dimensions del cos humà, tot i variar considerablement d'un individu a un altre, a partir d'una certa edat restaven invariables en un mateix subjecte. Emprant aparells de precisió es va començar a prendre algunes mesures físiques a delinqüents, les quals s'enregistraven amb d'altres observacions (com la dactiloscòpia) juntament amb una fotografia de cara i de perfil.
Té rellevància a nivell mèdic, en especial en pediatria i en obstetrícia, tot i que també s'aplica en l'àmbit esportiu i en nutrició. En l'actualitat, compleix també una funció important en el disseny industrial, en la indústria de dissenys d'indumentària, en l'ergonomia, la biomecànica i en l'arquitectura, on es fan servir dades sobre la distribució de mesures corporals de la població per optimitzar els productes.
L'antropometria forense és una branca de la ciència forense i l'antropometria centrada en la identificació i reconstrucció de cossos humans l'identificació dels quals, a causa del seu estat, es fa difícil. S'empra en la identificació de cadàvers o per tal d'identificar individus captats a través d'imatges poc nítides.